# Караштин, Владимир Михайлович
Владимир Михайлович Караштин (26 мая 1934, с. Хвощёвка, Богородский р-н, Горьковская обл. — 6 октября 2008) — российский учёный, конструктор, доктор технических наук, профессор, академик Академии космонавтики им. Циолковского, Метрологической академии, Международной академии информатизации, Герой Социалистического Труда, кавалер ордена Ленина.

## Биография
Родился 26 мая 1934 года в с. Хвощёвка Богородского р-на Горьковской области.
В 1956 году окончил Таганрогский радиотехнический институт и в числе десяти молодых радио-инженеров из первого выпуска Таганрогского радиотехнического института в 1956 году был «захвачен» генеральным конструктором советских космических кораблей Сергеем Королёвым для работы над космической программой СССР.
Был определён С. П. Королёвым на работу в знаменитое ОКБ—1, где и проработал всю жизнь, пройдя путь от инженера (1956) до заместителя генерального конструктора (1980).
В 1965 году защитил кандидатскую диссертацию, в 1969 — докторскую.
Автор 120 научно-методических работ, из них 46 — печатных.
За большие заслуги в создании и проведении испытаний многоразовой космической системы «Энергия—Буран» В. В. Караштину присвоено звания Героя Социалистического Труда.
Похоронен в Москве, на Николо-Архангельском кладбище, в семейно-родственной могиле. , участок 1/9

## Семья
- отец Караштин Михаил Михайлович (1913—1987) — лётчик-истребитель, участник Великой Отечественной войны с октября 1942 года. Воевал в составе 65-го Гвардейского истребительного авиационного полка и 976-го истребительного авиационного полка, полковник в отставке;
- мать Караштина Александра Ивановна (1911—1987)
- жена Караштина (Гаврилова) Луиза Петровна (1934—2008) — работала в РКК «Энергия» имени С. П. Королёва старшим инженером КБ.
- старший сын Караштин Михаил Владимирович (1958—2005) — старший инженер одного из отделов НИИИТа
- младший сын Караштин, Владимир Владимирович, младший сын (18.11.1962 — 02.12.2015) — российский врач, космонавт-испытатель ИМБП, участник экспериментов HUBES-94, SFINCSS-99.